# 734 Benda
734 Benda је астероид главног астероидног појаса са пречником од приближно 70,82 .
Афел астероида је на удаљености од 3,451 астрономских јединица (АЈ) од Сунца, а перихел на 2,849 АЈ.
Ексцентрицитет орбите износи 0,095, инклинација (нагиб) орбите у односу на раван еклиптике 5,798 степени, а орбитални период износи 2042,845 дана (5,593 година).
Апсолутна магнитуда астероида је 9,70 а геометријски албедо 0,046.
Астероид је откривен 11. октобра 1912. године.